# Bitva u Desavy
Bitva u Desavy byla jednou z prvních bitev tzv. dánské fáze třicetileté války. Začala 21. dubna 1626 útokem protestantského vojska vedeného Petrem Mansfeldem na císařským vojskem Albrechta z Valdštejna držený opevněný most u Desavy a skončila 25. dubna drtivou porážkou Mansfelda a rozprášením jeho vojska.

## Předcházející události
Se vstupem dánského krále Kristiána IV. na stranu protestantů do třicetileté války v roce 1625 začali protestanti doufat v obrat karty, vzhledem k tomu, že jejich armády bojovaly vítězné bitvy pouze v počátcích války, kdy se českým stavům povedlo oblehnout Vídeň a od té doby prohrávali jednu bitvu za druhou. Naděje protestantů zprvu vypadaly slibně především proto, že Dánsko v této době velmi prosperovalo. Při vzniku nového a slibného spojenectví stály také ambiciózní plány. Protestanti počítali s tím, že Kristián napadne oddíly Johanna Tillyho v Porýní a Petr Mansfeld se buďto utká s Albrechtem z Valdštejna v Magdeburském biskupství, nebo vpadne do Slezska.
Velkorysé plány protestantsko-dánské strany se ale brzy začaly komplikovat. Platby pro Mansfeldovu armádu ze zahraničí se pozdily a ona strádala a slábla. Potřeboval podporu ze strany dánského krále, ale jednotky generála Fuchse, které mu měly být přiděleny jako hlavní posila, se nikdy k jeho vojsku nepřipojily, protože generál Fuchs si žárlivě střežil pozici nezávislého generála a králův příkaz na spojení obou armád pod Mansfeldovým velením vytrvale sabotoval.
Valdštejn využil situace a již v lednu 1626 obsadil strategicky nesmírně důležitý most přes Labe u Desavy a začal jej postupně opevňovat. Pasivita a roztříštěnost velení na protestantsko-dánské straně mu poskytla dostatek času na vybudování velmi solidního opevnění. Mansfeld totiž nejprve dlouho váhal s významnějšími aktivitami a později se soustředil na malé akce lokálního významu a přípravu tažení do Slezska a situaci u Desavy podceňoval. Fuchsovo dánské vojsko zase bylo příliš slabé, aby se s Valdštejnem samo utkalo a most vážněji ohrozilo. Počátkem dubna se však situace změnila. Poté, co Mansfeld zjistil, že platby ze zahraničí pro jeho armádu hned tak nedorazí, že Fuchs se k němu v dohledné době nejspíše nepřipojí a že ve Slezsku se velmi intenzívně připravují na jeho vpád, myšlenku lszského tažení opustil. Jelikož však zároveň dostal na srozuměnou, že bez výraznějšího úspěchu nemůže doufat v další peníze z Anglie a Francie, na nichž byla jeho armáda existenčně závislá, rozhodl se jako náhradní cíl zvolit útok na Desavský most, který měl být dle jeho informací jen velmi slabě opevněn a bráněn.
Mansfeld přitáhl k mostu u Desavy 11. dubna. Čekalo ho zde velmi nepříjemné překvapení – zjistil že jeho informace o opevnění jsou těžce neaktuální a opevňovací práce mezi tím silně pokročily. Než ale vůbec stihl zahájit útok na most, dověděl se, že Valdštejn se mezitím pustil do Fuchsova malého vojska (který navzdory příkazu svého krále nepřipojil svou armádu k Mansfeldově a opovážlivě operoval v blízkosti mnohem silnějšího nepřítele samostatně). Mansfeld tedy útok odložil a vyrazil Fuchsovi na pomoc, což se časem ukázalo zbytečným, protože Fuchsovi se podařilo i s celým svým vojskem před Valdštejnem zavčas utéci. Nicméně ani toto ho nepoučilo a i nadále připojení své armády k Mansfeldově sabotoval. Pro Mansfeldovy plány znamenalo toto nakonec zbytečné odložení útoku na most katastrofu, protože Valdštejn byl nyní varován, že most může být cílem protestantské ofenzívy a rozhodl se ho proměnit v past na Mansfelda. Začal tím, že k obraně mostu vyčlenil mnohem větší část armády než tomu bylo původně, přičemž jí ale dal za úkol zůstat z větší části ve skrytu. Protože si ale pořád nebyl jist, zda z Mansfeldovy strany nejde o lest, která ho má odlákat od ochrany přístupů ke Slezsku, rozmístil svoji hlavní armádu tak, aby pokryl obě hrozby a vyčkával.

## Bitva

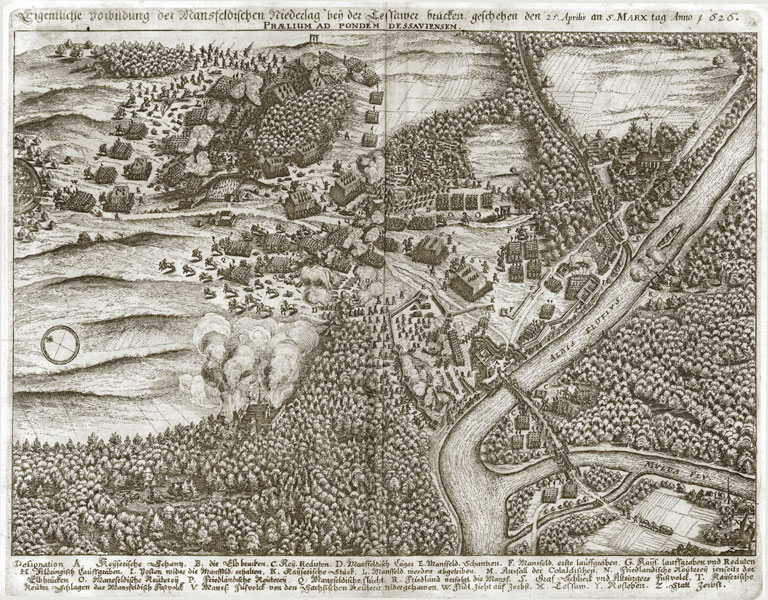
Vyobrazení bitvy z Theatrum Europaeum

Mansfeld se vrátil k mostu 21. dubna a obratem vyzval jeho obránce ke kapitulaci, ovšem bez úspěchu. Mansfeld tedy ještě týž den začal ostřelování mostu a budování polních opevnění. Minimálně v této fázi bitvy žil v iluzi, že je nepřítel podstatně slabší, než skutečně byl. Valdštejn zareagoval na volání obránců mostu o pomoc vysláním menších posil, sám však stále váhal, nejde-li o lest, která ho má odlákat od ochrany Slezska. Nakonec se se svým hlavním vojskem vydal na bojiště až 23. dubna. Zhruba v tu dobu zjistil Mansfeld skutečnou sílu jednotek císařských na bojišti, když podnikl tři velké útoky na most a jeho opevnění a pokaždé byl po krvavém boji odražen. 
S nadějí, že se Fuchs přece jen objeví a spojí se s ním, Mansfeld naplánoval rozhodující útok na most až na 25. dubna. Byla to další hrubá chyba – Fuchs ani tentokrát nedorazil, na rozdíl od Valdštejna s další částí císařských vojsk. Valdštejn přibyl na místo v předvečer rozhodujícího střetnutí a po rychlém vyhodnocení situace se rozhodl nalíčit další past, když nechal dva své nejlepší pluky ve skrytu noci přejít po mostě řeku a ukrýt se v hlubokém lese, o který se opíralo jeho pravé křídlo. Protivník sice nějaké přesuny zaznamenal, ale zcela mylně odhadl jejich smysl i rozsah, když je vyhodnotil jen jako menší přesuny jednotek, které mají vyztužit císařskou obrannou linii.
Generální útok Mansfeldových mužů na most a dle některých verzí líčení bitvy i pravé křídlo obránců začal 25. dubna brzy ráno a brzy tváří v tvář početnějším obráncům podpořeným opevněním zkolaboval. Následně udeřili císařští, jejichž posílené pravé křídlo začalo obkličovat protestantskou pěchotu ve středu bojiště. Ta se stáhla do svých obléhacích opevnění a opevněného tábora, kde zprvu kladla houževnatý odpor, ovšem poté došlo v jejich táboře k výbuchu muničního vozu, což vyvolalo paniku a vedlo ke zhroucení odporu a pokusu protestantské pěchoty zprvu o organizovaný ústup a následně i o útěk z bojiště. V tu chvíli ale již toho měla dost i protestantská jízda a obrátila se na útěk. Již napůl obklíčená pěchota tak ztratila její krytí, bez něhož byly šance na úspěšný únik jen velmi malé.

## Po bitvě
| „                  | L’esercito di Mansfeld sia andato in fumo. Armáda Mansfeldova se rozplynula vniveč. | “ |
| — Rambold Collalto |                                                                                     |   |

Zpočátku to vypadalo, že drtivá porážka znamená Mansfeldův definitivní konec. Se dvěma tisíci muži, kteří mu zbyli, musel ustoupit až do Brandenburgu a jeho nejdůležitější spojenci jej buďto opustili, nebo v něj ztratili důvěru. Valdštejn naproti tomu těžil z nabytého respektu, bohaté kořisti i vydatné posily v podobě zajatých Mansfeldových vojáků, kteří se obratem nechali najmout do jeho armády.
Nicméně euforie nad Valdštejnovým vítězstvím od Desavy se na habsburské straně rozvinula do nepřiměřených rozměrů a časem se ukázala být předčasná. Mansfeld dokázal i přes své svízelné postavení poměrně rychle shromáždit novou armádu a vyrazil na své poslední tažení do Slezska, které pod dojmem Desavy předčasně rozpustilo hotovost, kterou předtím proti Mansfeldovi shromáždilo. Od dánského krále, který se rozhodl soustředit na boj proti Tillymu, se mu zpočátku žádné významnější podpory nedostalo a později už pro ni nebyl prostor, protože Tilly v srpnu rozdrtil dánské vojsko v bitvě u Lutteru. 
Zbaven spojenců Mansfeld nejdříve ustoupil ze Slezska do Uher, kde ho však zklamali i místní spojenci a jeho armáda se definitivně rozpadla. Již na útěku a bez vojska cestou do Benátek onemocněl a zemřel v bosenské Rakovnici.